# Списък на условните обозначения на НАТО за подводници с балистични ракети
- Атомни подводници въоръжени с балистични ракети.
 (рус. Подводная лодка атомная ракетная балистическая – ПЛАРБ)
  - "ПЛ клас "Hotel I"" (Проект 658) 8 кораба
  - "ПЛ клас "Hotel II"" (Проект 658M) 7 кораба(модернизирани от Проект 658)
  - "ПЛ клас "Yankee I"" (Проект 667A) 34 кораба
  - "ПЛ клас "Yankee II"" (Проект 667AM, клас „Навага-М“) 1 кораб (модернизирани от Проект 667A)
  - "ПЛ клас "Delta I"" (Проект 667B, клас „Мурена“) 18 кораба
  - "ПЛ клас "Delta II"" (Проект 667BD, клас Мурена-М") 4 кораба
  - "ПЛ клас "Delta III"" (Проект 667BDR, клас „Калмар“) 14 кораба
  - "ПЛ клас "Delta IV"" (Проект 667BDRM, калс „Делфин“) 7 кораба
  - "ПЛ клас "Typhoon"" (Проект 941, клас „Акула“) 6 кораба
  - ПЛ клас "Yuriy Dolgorukiy" (Проект 955, клас „Борей“) 1 кораб в строеж

- Дизел-електрически подводници въоръжени с балистични ракети.
 (рус. Подводная лодка ракетная балистическая – ПЛРБ)
  - "ПЛ клас "Zulu V"" (Проект АВ-611) 5 кораба
  - "ПЛ клас "Golf I"" (Проект 629) 22 кораба
  - "ПЛ клас "Golf II"" (Проект 629A) 14 кораба(модернизирани от Проект 629)